# 新野の雪まつり
新野の雪まつり（にいののゆきまつり）は、長野県下伊那郡阿南町の新野地区に伝わる祭で、昭和52年（1977年）に「雪祭」として、国の重要無形民俗文化財に指定された。

## 特徴
毎年1月13日から15日朝まで、新野の伊豆神社と諏訪神社を中心に行われ、五穀豊穣を祈願する。

新野の住民で構成される氏子から役が選ばれ、衣装と面形(おもてがた)を纏って神の化身となり、楽(がく)の音色に合わせて様々な舞が奉納される。

古くは「正月神事」、「田楽祭り」、「ささら」と呼ばれていたが、雪を豊作の吉兆として、新年早々神前に供えることから、折口信夫によって「雪まつり」と呼ばれるようになった。

祭りのクライマックスは14日の夜から一晩中かけて行われ、「眠い」、「煙い」、「寒い」祭りとも言われている。

## 日程
・1月13日の早朝、伊豆神社から諏訪神社に「お下り」の行列が出て、御神体である「面形」(おもてがた)が運ばれる。11時頃から役を決めが行われるが、役の希望者は当日立候補で、人数が超過した役は御神籤が行われる。この御神籤も希望者の名前を書いて丸めた小さな紙を御幣で撫で、先に御幣についた人が役となる、まさに「神様の御意思」により役が決められる。その後、試楽が行われ、15時頃には500メートルほど離れた沢へ行き「お滝入」という禊を行い、諏訪神社へ戻った後、大祭、舞の奉納を行う。

・14日16時頃に諏訪神社から伊豆神社に「お上り」の行列が出て、御神体である「面形」(おもてがた)が運ばれる。伊豆神社に18時頃到着すると、「神楽殿の儀」が行われ、本座のびんざさ、新座のびんざさら、論舞（ろんまい）、万歳楽、神おろし（宣命）、順の舞（ずんのまい）が行われる。21時頃には松明起こしが行われ、23時頃から「本殿の儀」に入り、祭典が終わると、本殿で万歳楽、神おろし、中啓の舞、順の舞が行われる。15日に日付が変わる頃「庭の儀」に移り、地元消防団をはじめとする人々が庁屋(役の支度部屋)の板壁を叩きつけて、「らんじょう（乱声）、らんじょう」と叫び、神が出てくるのを催促する。松明に火が点火されると「幸法（さいほう）」が出てきて、この後朝まで計14番の庭能が演じられる。

## 神々と舞順
ここでは本祭の「庭の儀」に登場する神々を登場順に列挙する。

### 幸法(さいほう)
庭の儀で最初に登場する神であり最高神。左手に扇、右手に松を持つ。柔和な表情をしており氏子からは「おとっさま」と呼び囃し立てられる。9回登場し、それぞれ別の場所を参拝する。五穀豊穣、無病息災などを祈願する。

### 茂登喜(もどき)
2番目に登場する神であり、幸法のライバル神とも言われる。名前の通り幸法をもどく(真似る)所作を行うが、面形の表情や足の運び方が幸法とは対称的なのが特徴である。
伊豆神社の大祭を行う前に山の神である「伽藍様」の祭りを行う必要があり、茂登喜の役がこれを務める。

### 競馬(きょうまん)
3番目に登場する神であり、太陽(一)と月(二)の二人一組で行動する。馬の形をした装具に乗り、弓矢を射る。面形を着けず素顔で演じるため「花形」として人気が高い。

### お牛(おうし)
宮司が牛の装具を着けて演じる。競馬の「もどき」的な色合いが強く似た所作を行う。
最後は弓を本殿の屋根の向こうへ放ち、琵琶湖まで届くという。

### 翁(おきな)
「宝褒め」を行う。

### 松影(まつかげ)
「神様褒め」を行う。

### 正直切(しょうじっきり)
宮司が役を務め、周りの旦那衆と言葉遊び等やり取りをする。

### 海道下り
禰宜が息子役を務める。その年の上手衆のうちの一人が親父役となり、周りの旦那衆に茶々を入れられながらやり取りが行われる。

### 神婆(かんば)
この舞が始まるごろには空もうっすらと明るくなってくる。神婆、爺、娘の3役が出てくるが、これらの役は小学生がやることが多い。

### 天狗(てんごう)
「おにさま」ともよばれ、太郎、次郎、三郎の3体がいる。太郎は斧、次郎は両槌、三郎は片槌を持ち、それぞれが互いに打ち合う。最後には御殿の前で宮司と問答を行い、毎年負けるというお決まりの流れがある。

### 八幡(はちまん)
鈴と団扇を持ち、駒を連れて舞をする。

### 志津目(しずめ)
鈴と松を持ち、獅子を連れて舞をする。

### 鍛冶
親方と弟子の狂言。弟子は「ばんご」という名前。この役のみ、直前にその場にいる氏子の中から決められる。この狂言にはストーリーがなく、旦那衆などと掛け合いをしながら即興で行われる。

### 田遊び
松明の前で豊年奉祝の行事を行う。

## 歴史
祭りの始まりは定かではないが、伝承によれば成立は鎌倉時代後期と言われている。